# آرنو دو پالیر
آرنو دو پالیر (انگلیسی: Arnaud des Pallières؛ زادهٔ ۱ دسامبر ۱۹۶۱) کارگردان فیلم، فیلم‌نامه‌نویس و تدوین‌گر اهل فرانسه است.
از فیلم‌هایی که وی در آن‌ها نقش داشته‌است، می‌توان به دوران قیام: افسانه مایکل کولهاس اشاره نمود.